# Hilda Kibet

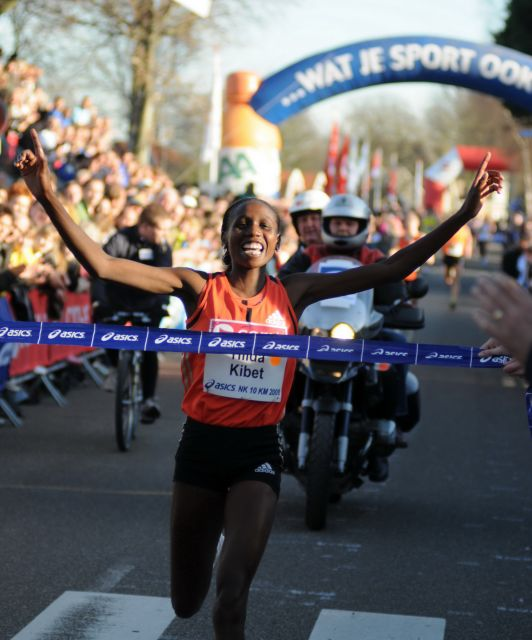
Hilda Kibet als Siegerin der niederländischen Meisterschaft 2008 in Schoorl

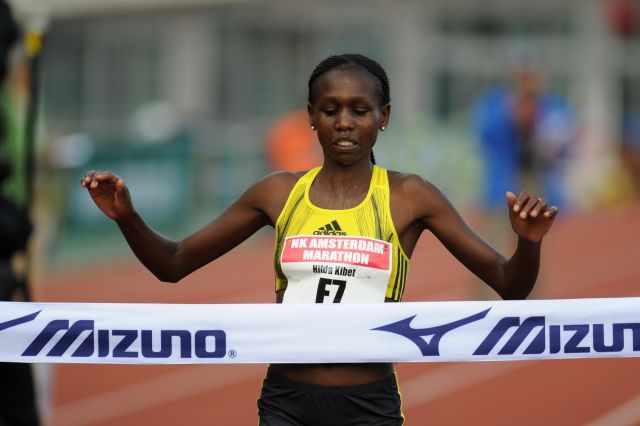
Hilda Kibet im Ziel des Amsterdam-Marathons 2009

Hilda Kibet (* 27. März 1981 in Kapchorwa, Distrikt Keiyo, Provinz Rift Valley) ist eine niederländische Langstreckenläuferin kenianischer Herkunft.
Die Nichte von Lornah Kiplagat lernte 2000 in deren Trainingslager in Iten den niederländischen Marathonläufer Hugo van de Broek kennen, verliebte sich in ihn und folgte ihm in die Niederlande, die Wahlheimat ihrer Tante. Dort konzentrierte sie sich zunächst auf ihre Ausbildung zur Physiotherapeutin an der Hogeschool van Amsterdam und erwarb 2004 den Grad eines Bachelors. Danach startete sie erfolgreich bei Straßenläufen. Unter anderem gewann sie 2004 und 2007 den Parelloop, 2005 und 2007 den Egmond-Halbmarathon, 2006 den Montferland Run sowie 2007 den CPC Loop Den Haag und den New-York-City-Halbmarathon.
Am 11. Oktober 2007 erhielt sie die niederländische Staatsangehörigkeit. Unmittelbar danach gab sie ihr Debüt auf der Marathonstrecke und wurde Sechste beim Amsterdam-Marathon in 2:32:10 h.
2008 konzentrierte sie sich auf kürzere Distanzen. Zu Beginn des Jahres wurde sie niederländische Meisterin über 10 km und blieb mit 31:01 min nur zwei Sekunden über dem Landesrekord ihrer Tante. Bei den Crosslauf-Weltmeisterschaften wurde sie Fünfte, und auf der Bahn schaffte sie mit einer Zeit von 30:58,48 min die Qualifikation für den 10.000-Meter-Lauf der Olympischen Spiele in Peking, wo sie den 15. Platz belegte. Im Juni siegte sie beim New York Mini 10K, und im Dezember gewann sie Gold bei den Crosslauf-Europameisterschaften.
Im Jahr darauf wurde sie bei den Crosslauf-Weltmeisterschaften in Amman Sechste und wurde als Gesamtdritte des Amsterdam-Marathons niederländische Meisterin über die 42,195-km-Distanz.
2010 wurde sie Siebte beim RAK-Halbmarathon, Zehnte bei den Crosslauf-Weltmeisterschaften in Bydgoszcz und siegte beim Dam tot Damloop. Bei den Europameisterschaften in Barcelona wurde sie zunächst Vierte über 10.000 m. Nach dem jedoch die Zweitplatzierte Inga Abitowa gesperrt wurde, erhielt Kibet die Bronzemedaille zugesprochen. Beim olympischen Marathon in London lief sie 2012 auf Platz 15.
Hilda Kibet ist 1,67 m groß, wiegt 46 kg und lebt in Castricum. Sie wird von Gerard van Lent trainiert und startet für die AV Castricum. Auch ihre jüngere Schwester Sylvia Jebiwott Kibet ist, für Kenia startend, als Langstreckenläuferin erfolgreich.

## Persönliche Bestzeiten
- 5000 m: 15:32,07 min, 31. Juli 2004, Heusden-Zolder
- 10.000 m: 30:51,92 min, 14. Juni 2009, Utrecht
- 10-km-Straßenlauf: 31:01 min, 10. Februar 2008, Schoorl
- Halbmarathon: 1:08:40 h, 19. Februar 2010, Ra’s al-Chaima
- Marathon: 2:24:27 h, 10. April 2011, Rotterdam